# 今別町立今別中学校
今別町立今別中学校（いまべつちょうりついまべつちゅうがっこう）は、青森県今別町山崎にある公立中学校。生徒数は24人（2022年現在）。

## 概要
今別町唯一の中学校で、町全域を学区とする。町内唯一の小学校である今別小学校とは小中連携を行っている。

また、準へき地学校に認定されている。

## 沿革

### 旧今別中学校
- 1947年（昭和22年）
  - 4月1日 - 今別小学校校舎に併設する形で、今別村立今別中学校開校。
  - 4月21日 - 開校式挙行。
- 1949年（昭和24年）11月10日 - 新校舎落成。
- 1955年（昭和30年）3月31日 - 今別村の町制施行により今別町立今別中学校と改称。
- 1956年（昭和31年）4月1日 - 第一一本木中学校を統合。
- 1957年（昭和32年）12月25日 - 校舎焼失。一本木小学校にて、授業。
- 1960年（昭和35年）2月19日 - 新校舎落成・移転。
- 1961年（昭和36年）2月9日 - 体育館落成。

### 現今別中学校
- 1993年（平成5年）
  - 4月1日 - 袰月（ほろづき）中学校と旧今別中学校の対等統合により、新たに今別町立今別中学校として開校[3]。
  - 4月7日 - 開校式と第1回入学式挙行。
- 1998年（平成10年）4月22日 - 学校給食開始。

## 学区
- 今別町全域[4]

## 生徒数
2022年（令和4年）5月1日現在
| 学年 | 1年 | 2年 | 3年 | 特別支援   | 合計 |
| ---- | --- | --- | --- | ---------- | ---- |
| 学級 | 1   | 1   | 1   | 2          | 5    |
| 生徒 | 5   | 9   | 10  | （2） 内数 | 24   |

## 周辺
- JR東日本今別駅[4]

## 参考資料
- 『青森県教育史 別巻』（青森県教育委員会・1973年12月20日発行）「学校沿革 小学校」897頁「今別中学校」（旧校の一部記載分を除く）